# Real Life (Joan as Policewoman)
Real Life è il primo album discografico in studio della cantautrice e polistrumentista statunitense Joan as Policewoman, pubblicato nel giugno 2006 nel Regno Unito e un anno dopo negli Stati Uniti.

## Tracce
Tutte le tracce sono di Joan Wasser, eccetto dove indicato.
1. Real Life - 4:38
2. Eternal Flame - 3:39
3. Feed the Light - 3:41
4. The Ride - 3:09
5. I Defy (Antony Hegarty, Wasser) - 3:32
6. Flushed Chest - 3:55
7. Christobel - 3:06
8. Save Me - 3:44
9. Anyone - 4:50
10. We Don't Own It - 3:55

Tracce aggiuntive edizione speciale
1. Show Me the Life - 2:32
2. Broken Eyes - 2:48
3. Sweet Thing (David Bowie) - 3:13
4. Happiness Is a Violator (For Condoleezza Rice) - 1:53
5. "Endless Supply of Poison" - 0:52
6. "We Don't Own It" - 4:04

## Gruppo
- Joan Wasser - voce, piano, chitarra, violino, viola, basso, archi, wurlitzer, tastiere
- Rainy Orteca - basso, voce
- Ben Perowsky - batteria, percussioni, voce, tamburello

Altri musicisti
- Jeff Hill - violoncello, basso
- Joseph Arthur - voce, tastiere, piano, batteria
- Antony Hegarty - voce
- Doug Wieselman - clarinetto, sax
- Steven Bernstein - tromba
- Briggan Krauss - sax
- Bryce Goggin - piano, tastiere
- Charles Burnham - voce